# Liuliheruinerna
Liuliheruinerna (琉璃河遗址; Liúlihé yízhǐ) är en arkeologisk lokal för var den kinesiska staten Yans första huvudstad. Liuliheruinerna finns i byn Dongjialin i stadsdistriktet Fangshan nordost om Dashifloden 45 km sydväst om centrala Peking i Fangshandistriktet. Liuliheruinerna är den äldsta bebyggelsen i Pekings historia.
Staden vid Liuliheruinerna var huvudstad för Yan under den senare delen av Shangdynastin och den tidiga delen av Zhoudynastin. Vid tiden för etableringen av Västra Zhoudynastin koloniserade kungamakten Yan. Staden övergavs under mitten av Zhoudynastin efter att Yans huvudstad flyttats till Ji, som låg i de centrala delarna av dagens Peking. Stora gravar med dekorerat bronsgods visar att högt uppsatta personer från Zhoudynastin bodde i staden. Dateringar av gravarna med Kol-14-metoden visar att de härstammar från tidsspannet ca 1000 f.Kr. till 800 f.Kr. Titeln Yan Hou (燕侯), 'Yans regent', finns på många bronsobjekt som hittats på begravningsplatsen.
Bronsartefakter från Liuliheruinerna utmärker sig med av vara bland de finaste från den tidiga Västra Zhoudynastin.
Precis i anslutning till utgrävningsplatsen öppnades 1995 museet Western Zhou Yan State Capital Site Museum (西周燕都遗址博物馆).

## Utförande
Utgrävningsområdet mäter 3,5 kilometer i öst/västlig riktning och 1,5 kilometer från norr till söder och upptar mer än 5 kvadratkilometer. Staden omgavs av en mur och vallgrav.
Stadsmuren var byggd av packad jord och mäter drygt 800 meter från öster till väster. Mursegmenten från norr till söder var minst 700 meter, men den södra delen av muren har blivit förstörd av erosion från Dashifloden.
I staden fanns ett palatsområde, offerplatser och bostadsområden. Ett begravningsområde finns sydost om staden.

## Fynd

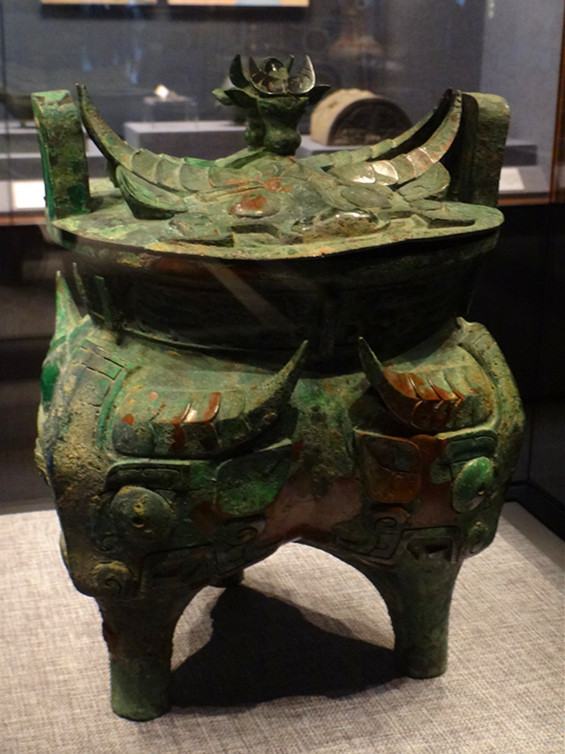
Bronskärlet Bo Ju li (伯矩鬲) från graven M251

Undersökningarna av Liuliheruinerna började på 1960-talet och från 1970-talet till 1990-talet pågick utgrävningar under 20 år. På 1970-talet hittades 61 gravar och 5 begravda hästvagnar. På 1980-talet hittades ytterligare 121 gravar och 21 hästvagnar.
En stor mängd artefakter i brons, jade och sten har även grävts ut. Flera artefakter såsom hillebard, knivar och ornament hittade vid Liuliheruinerna visar stora likheter med fynd långt västerut från Lingtai i Gansuprovinsen.
Vid Zhoudynastins kolonisering av Yan tillsattes Hertigen av Shao (en halvbror till Kung Wu av Zhou) som ansvarig för området. I graven M1193 hr en bronsinskription utförd av Ke (克) namngivit Taibao (太保). Taibao var enligt Dokumentens bok Hertigen av Shaos titel. Ke var son till Taibao.
I askgropar har stora mängder krukskärvor och orakelben hittats. I askgrop 108 har ett orakelben hittats som namnger staden Chengzhou.

## Galleri
Artefakter utgrävda från Liuliheruinerna. Utställda på Capital Museum i Peking.

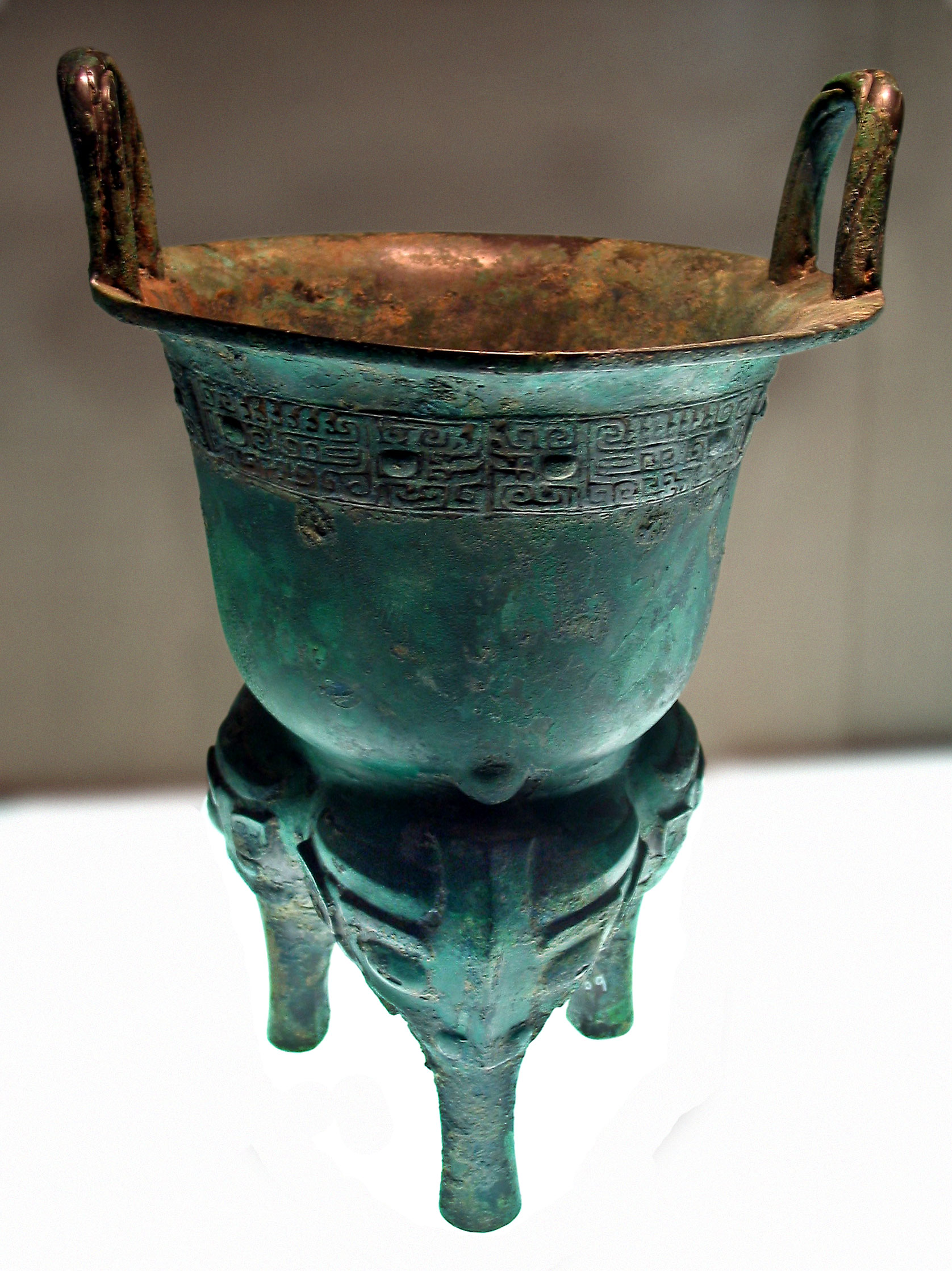
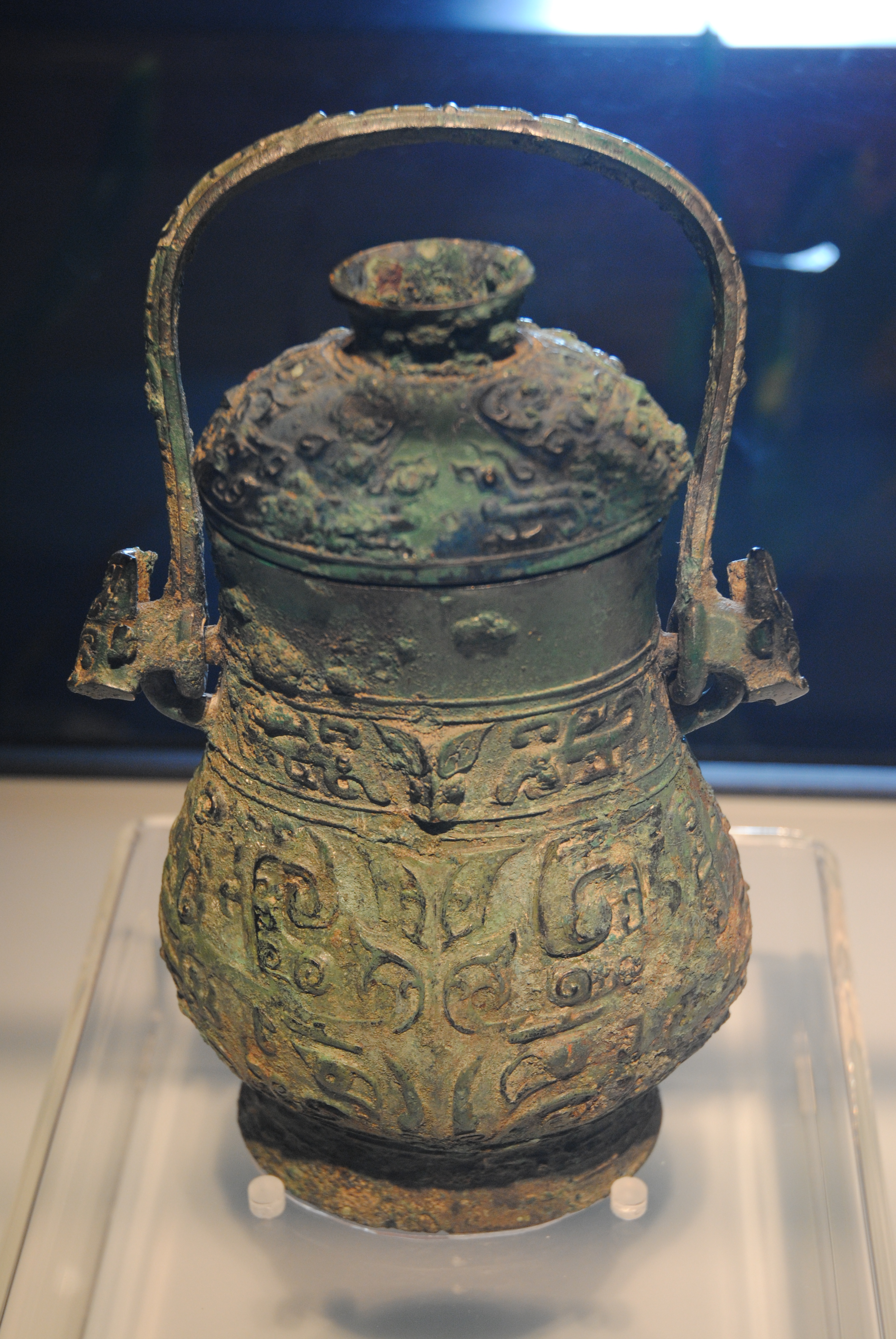
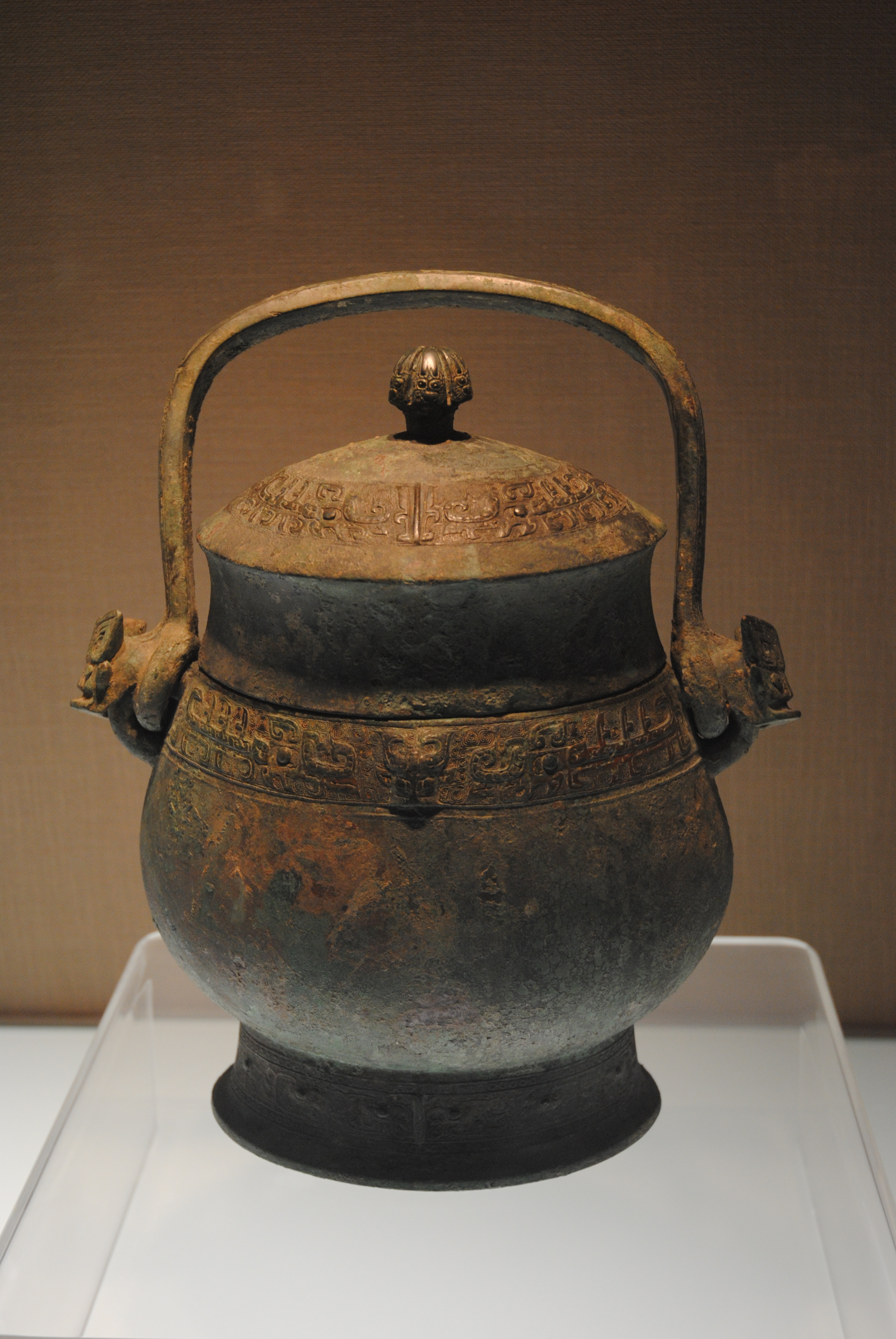
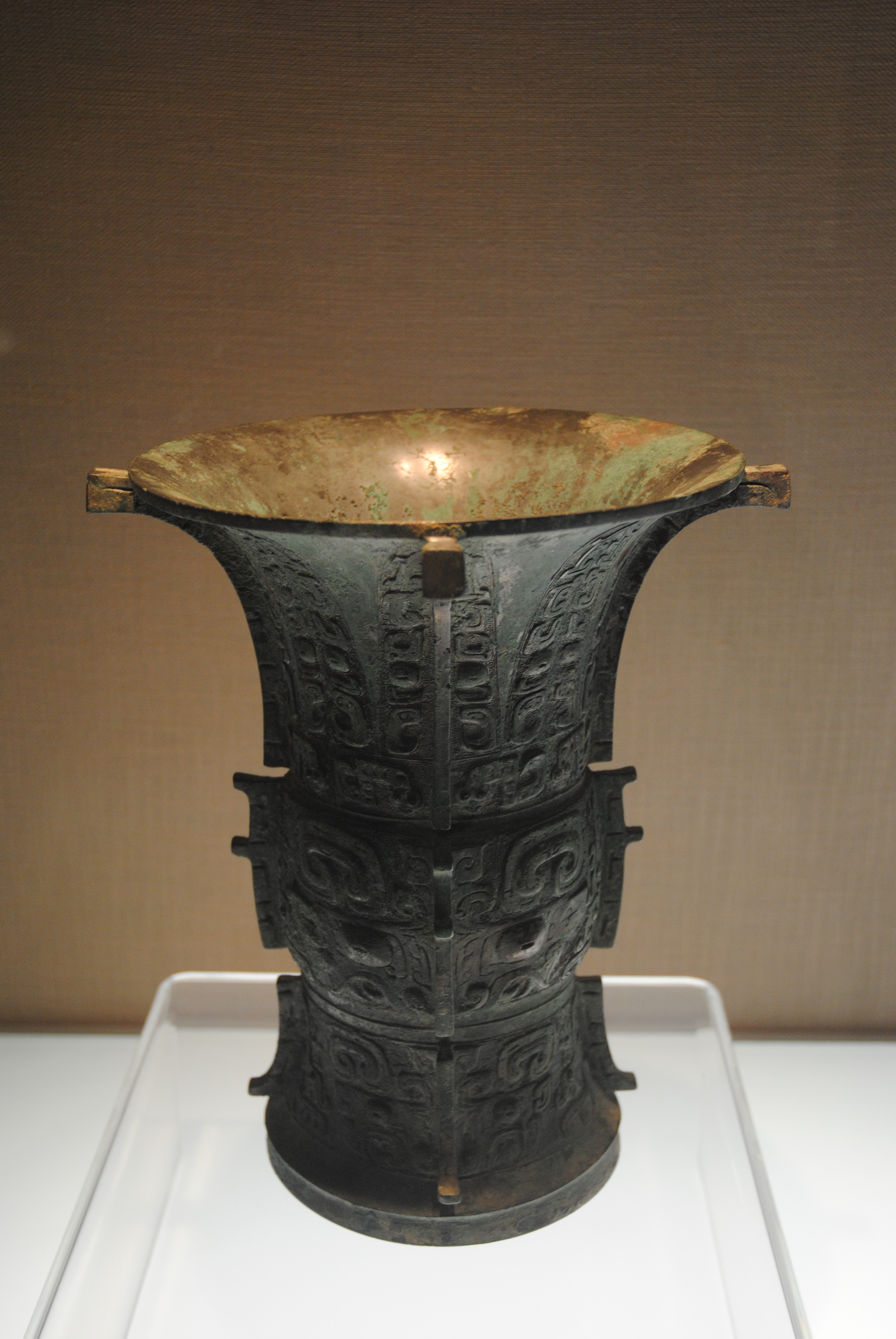